# Arafjall
Arafjall är ett berg i republiken Island. Det ligger i regionen Västfjordarna, 230 km norr om huvudstaden Reykjavík.
Trakten runt Arafjall är nära nog obefolkad, med mindre än två invånare per kvadratkilometer. Närmaste större samhälle är Ísafjörður, nära Arafjall. Trakten runt Arafjall består i huvudsak av gräsmarker.